# Zeaksantin 7,8-dioksigenaza
Zeaksantin 7,8-dioksigenaza (EC 1.14.99.42, dioksigenaza razdvajanja zeaksantina 7,8(7',8'), CsZCD) je enzim sa sistematskim imenom zeaksantin:kiseonik oksidoreduktaza (7,8-razgradnja). Ovaj enzim katalizuje sledeću hemijsku reakciju
zeaksantin + 2 O2 {\displaystyle \rightleftharpoons } krocetin dialdehid + 2 (3S)-3-hidroksiciklocitral
Ovaj enzim deluje dva puta na zeaksantin odvajajući 3-hidroksiciklocitral sa svake od 3-hidroksi krajnjih grupa.

## Literatura
- Nicholas C. Price; Lewis Stevens (1999). Fundamentals of Enzymology: The Cell and Molecular Biology of Catalytic Proteins (Third изд.). USA: Oxford University Press. ISBN 019850229X.
- Eric J. Toone (2006). Advances in Enzymology and Related Areas of Molecular Biology, Protein Evolution (Volume 75 изд.). Wiley-Interscience. ISBN 0471205036.
- Branden C; Tooze J. Introduction to Protein Structure. New York, NY: Garland Publishing. ISBN 0-8153-2305-0.
- Irwin H. Segel. Enzyme Kinetics: Behavior and Analysis of Rapid Equilibrium and Steady-State Enzyme Systems (Book 44 изд.). Wiley Classics Library. ISBN 0471303097.
- William P. Jencks (1987). Catalysis in Chemistry and Enzymology. Dover Publications. ISBN 0486654605.

## Spoljašnje veze
- Zeaxanthin+7,8-dioxygenase на 